# Richard George Collingwood
Sir Richard George Collingwood, britanski general, * 1903, † 1986.